# Korbpreis
Als Korbpreis bezeichnet man den Durchschnittspreis für Rohöl aus derzeit 13 wichtigen Sorten. Er wurde 1986 durch das Kartell der Organisation Erdöl exportierender Länder (OPEC) eingeführt und bedeutet für den weltweiten Ölhandel so etwas wie einen Basiswert.
Die in Europa mit Abstand wichtigste Ölsorte Brent (aus dem gleichnamigen Ölfeld Brent in der Nordsee, auch als Nordseeöl bezeichnet) ist zwar nicht Bestandteil des „Korbes“, stellt aber dennoch eine Art Benchmark für den weltweiten Rohölmarkt dar. Die beiden jüngsten Ölsorten im Korb kommen aus Angola und Ecuador: Mit dem Beitritt von Angola zur OPEC am 1. Januar 2007 wurde am 10. September 2007 entschieden, rückwirkend zum Beitrittstag das angolanische Öl „Girassol“ in den Korb aufzunehmen. Und am 10. März 2008 wurde „Oriente“ aus Ecuador hinzugefügt, rückwirkend zum 19. Oktober 2007.

## Der Korbinhalt
Aus den folgenden 13 Rohölsorten wird der Korbpreis bestimmt:
| Rohölsorte    | Schwefelgehalt | API-Grad | Herkunftsland                | Region      |
| ------------- | -------------- | -------- | ---------------------------- | ----------- |
| Saharan Blend | 0,11           | 43,6     | Algerien                     | Afrika      |
| Girassol      | 0,35           | 30,2     | Angola                       | Afrika      |
| Es Sider      | 0,27           | 37       | Libyen                       | Afrika      |
| Bonny Light   | 0,14           | 35,4     | Nigeria                      | Afrika      |
| Basra Light   | 1,95           | 33,7     | Irak                         | Naher Osten |
| Iran Heavy    | 1,77           | 30,2     | Iran                         | Naher Osten |
| Kuwait Export | 2,55           | 32,4     | Kuwait                       | Naher Osten |
| Qatar Marine  | 1,6            | 36,2     | Qatar                        | Naher Osten |
| Arab Light    | 1,78           | 34       | Saudi-Arabien                | Naher Osten |
| Murban        | 0,79           | 40,4     | Vereinigte Arabische Emirate | Naher Osten |
| Oriente       |                |          | Ecuador                      | Südamerika  |
| BCF 17        | 2,53           | 16,5     | Venezuela                    | Südamerika  |
| Minas         | 0,08           | 35       | Indonesien                   | Südostasien |